# Megachile jerryrozeni
Megachile jerryrozeni är en biart som beskrevs av Genaro 2003. Megachile jerryrozeni ingår i släktet tapetserarbin, och familjen buksamlarbin. Inga underarter finns listade i Catalogue of Life.